# Селека, Гойтсеоне
Гойтсеоне Селека (англ. Goitseone Seleka; род. 10 августа 1988, Нканге, Центральный округ) — ботсванская легкоатлетка, специалистка по бегу на короткие дистанции. Выступала за сборную Ботсваны по лёгкой атлетике в период 2010—2018 годов, серебряная и бронзовая призёрка чемпионатов Африки, обладательница серебряной медали Всеафриканских игр, рекордсменка страны в эстафете 4 × 100 метров.

## Биография
Гойтсеоне Селека родилась 10 августа 1988 года в поселении Нканге Центрального округа Ботсваны.
Дебютировала в лёгкой атлетике на взрослом международном уровне в сезоне 2010 года, когда вошла в основной состав ботсванской национальной сборной и выступила на чемпионате Африки в Найроби, где заняла 14 место в беге на 800 метров.
На Всеафриканских играх 2011 года в Мапуту показала тринадцатый результат в беге на 400 метров.
В 2012 году побывала на африканском первенстве в Порто-Ново, откуда привезла награду серебряного достоинства, выигранную в программе эстафеты 4 × 400 метров — уступила в финале только команде из Нигерии. Также стартовала здесь в индивидуальном беге на 400 метров, но попасть в число призёров не смогла — стала семнадцатой. При этом установила в Порто-Ново свой личный рекорд в четырёхсотметровой дисциплине, преодолев дистанцию за 53,11 секунды.
На чемпионате мира 2013 года в Москве заняла 16 место в эстафете 4 × 400 метров.
В 2014 году на чемпионате Африки в Марракеше выиграла бронзовую медаль в эстафете 4 × 400 метров и показала 17-й результат в индивидуальном беге на 400 метров.
В 2015 году на чемпионате мира по легкоатлетическим эстафетам в Нассау стала тринадцатой в эстафете 4 × 400 метров. В той же дисциплине стала серебряной призёркой на Африканских играх в Браззавиле.
На чемпионате Африки 2016 года в Дурбане была 15-й в беге на 400 метров.
В 2018 году участвовала в африканском первенстве в Асабе, где стала 23-й в беге на 400 метров и четвёртой в эстафете 4 × 400 метров. Планировалось также её выступление на Играх Содружества в Голд-Косте, она приехала вместе со сборной на соревнования, но в итоге на старт так и не вышла.